# Gora Semevskogo
Gora Semevskogo är ett berg i Antarktis. Det ligger i Västantarktis. Argentina, Chile och Storbritannien gör anspråk på området. Toppen på Gora Gora Semevskogo är 815 meter över havet, eller 213 meter över den omgivande terrängen. Bredden vid basen är 2,4 km.
Terrängen runt Gora Semevskogo är kuperad åt nordväst, men åt sydost är den platt. Trakten är obefolkad. Det finns inga samhällen i närheten.